# Vlamertinghe New Military Cemetery
 (mars 2018).
Vlamertinghe New Military Cemetery est un cimetière militaire britannique de la Première Guerre mondiale, situé dans le village belge de Vlamertinge. 
Le cimetière est situé à environ 800 mètres au sud du centre du village et est accessible depuis la rue par un chemin en herbe de 120 mètres, conçu par Reginald Blomfield et entretenu par la Commonwealth War Graves Commission. Le site présente un plan trapézoïdal d'une superficie d'environ 5 125 m2 et est partiellement délimité par un mur de brique et une haie. Dans le coin nord-ouest du cimetière, juste derrière l'entrée, se trouve la Croix du Sacrifice, avec la Pierre du Souvenir et un pavillon en face.
Il y a 1 820 décès commémorés, dont 13 n'ont pu être identifiés.

## Histoire
Vlamertinge était en territoire allié pendant la guerre, à peu près à la frontière de la gamme de tir de l'artillerie ennemie. À Vlamertinge, de nombreuses unités d'artillerie et des « ambulances de campagne » (stations d'aide médicale) étaient présentes. Les premières années de guerre, le cimetière militaire de Vlamertinghe fut installé au centre du village, mais lorsque l'expansion ne fut plus possible, le nouveau cimetière fut inauguré en juin 1917, en partie en vue de l'offensive alliée de la troisième bataille d'Ypres. Dans la deuxième moitié de 1917, le cimetière a connu une grande expansion. Il a été utilisé jusqu'en octobre 1918. Plus de 880 des personnes tuées appartenaient à des unités d'artillerie.
Parmi les 1820 décès, 1611 sont britanniques (dont 11 n'ont pas pu être identifiés), 44 Australiens, 154 Canadiens, 1 Néo-Zélandais, 3 Sud-Africains et 7 Allemands (dont 2 n'ont pu être identifiés).
Le cimetière a été protégé en tant que monument en 2009.

## Soldats distingués
- John Kendrick Skinner, sergent-major de compagnie des King's Own Scottish Borderers, est le détenteur de la Croix de Victoria (VC), de la Médaille de la conduite distinguée (DCM) et de la Croix de Guerre. Il a été tué le 17 mars 1918.
- Le major Chester William Todd et le capitaine Oscar Eugene Gallie, tous deux de la Royal Field Artillery, ont reçu l'Ordre du service distingué (DSO). Ce dernier a également reçu la Croix militaire (DSO, MC).
- les officiers suivants ont reçu la Croix militaire (MC): P.M. Pridmore, S.A. Rodney-Ricketts, R. Day, J.P. Wheeler, P. Wright, W.J. McMullin, A.H. Carrigan, H. Chronnell, S.G. Harbord, F.G. Bond, A.F.D. Colson, J.L. Sowinski, W.J. Knox, J.C. Foster et A.M. Gordon.
- les sergents W. Lynch du King's Own (Royal Lancaster Regiment) et Albert Edward Marshall du Royal Field Artillery et le caporal S.M. Chapman of the Royal Engineers a reçu la Médaille de conduite distinguée (DCM).
- il y a 25 soldats qui ont reçu la Médaille militaire (MM).
- Soldat Edward Delargy du 1er / 8e Bn. Royal Scots a été exécuté à cause de la désertion le 6 septembre 1917. Il avait 19 ans.